# Why Man Creates
Why Man Creates é um filme-documentário em curta-metragem estadunidense de 1968 dirigido e escrito por Saul Bass e Mayo Simon. Venceu o Oscar de melhor documentário de curta-metragem na edição de 1969.